# Язданян, Пейман
Пейман Язданян (перс. پیمان یزدانیان‎; 1969, Тегеран) — иранский композитор и пианист, автор музыки более чем к 40 кинокартинам..

## Биография
Язданян учился играть на фортепиано с 6 лет. Его первым преподавателем был Фарман Бехбуд. В 12 лет учился у Паулуса Хофри, в юности также брал уроки у австрийских учителей Герхарда Геретшлегера и Эрнеста Хозела и профессора из Франции Жинетт Губер. Много выступал в качестве аккомпаниатора и с сольными концертами, в частности в Рудаки Холле. Окончил Технологический университет имени Шарифа.
Первые композиции начал писать ещё в десятилетнем возрасте, но активный творческий период начался в конце 1990 годов, когда Язданьян стал писать музыку к фильмам. Сотрудничал с такими режиссёрами, как Аббас Киаростами, Рамин Бахрани, Ферейдун Джейрани, Мазиар Бахари, Фарзад Мотамен, Камаль Табризи (фильм «Ковёр из ветра»), Хосро Масуми, Лоу Е, Али Мосаффа, Ники Карими, Асгар Фархади, Мазияр Мири, Джафар Панахи (фильм «Багровое золото»), Санг Хен Чо, Энг Ли и другими.
В 2007 году провёл серию концертов совместно с итальянским Xenia Ensemble и иранским перкуссионистом Мохсеном Кассироссафаром.

### Награды
В 2010 и 2012 получал премию «Золотая лошадь» за лучшую музыку к фильмам, в 2013 году также номинировался на Азиатскую кинопремию в категории «Лучший саундтрек», трижды его работы выдвигались на соискание премии «Хрустальный Симург» кинофестиваля «Фаджр».

## Дискография
- Themes (2001), Hermes Records
- Iradj Sahbai, Igor Stravinsky (2003), Kargah-e Musiqi
- Goosh 1 (2003), Mahriz-e Mehr
- Second Take (2004), Hermes Records
- La Muerte del Angel (2005), Ahange Parsian
- Crossing (2007), Hermes Records
- Clouds (2008), Hermes Records
- On The Wind (2008), Hermes Records
- Suites (2010), Hermes Records
- Echoes from distant Lands (2012), Hermes Records